# Huntsville (Missouri)
Huntsville è un comune degli Stati Uniti d'America, situato nello Stato del Missouri, nella contea di Randolph, della quale è il capoluogo.